# Efek Rumah Kaca
Efek Rumah Kaca – indonezyjski zespół indierockowy, założony w 2001 roku.
Pierwotnie formacja nosiła nazwę Hush i składała się z pięciu osób. W 2003 roku zespół zaczął działać jako trio.
Swój debiutancki album zatytułowany Efek Rumah Kaca wydali w 2007 roku. W 2008 roku wyszedł kolejny album grupy pt. Kamar Gelap.
W swojej twórczości poruszają problematykę społeczną i polityczną. Skład zespołu przedstawia się następująco: Cholil Mahmud – wokal, gitara; Akbar Bagus Sudibyo – perkusja; Poppie Airil – bas.
M. Taufiqurrahman na łamach „The Jakarta Post” stwierdził, że formacja „zyskała u niektórych miano jednego z najbardziej utalentowanych zespołów w kraju”. Dwa spośród utworów grupy znalazły się w zestawieniu 150 najlepszych indonezyjskich utworów wszech czasów, ogłoszonym na łamach lokalnego wydania magazynu „Rolling Stone” („Di Udara” na pozycji 131. oraz „Cinta Melulu” na pozycji 143.).

## Dyskografia
| Tytuł           | Dane albumu                                                       | Single                                                                      |
| --------------- | ----------------------------------------------------------------- | --------------------------------------------------------------------------- |
| Efek Rumah Kaca | - Data wydania: 2007 - Wytwórnia: Paviliun Records                | - „Jatuh Cinta Itu Biasa Saja” - „Cinta Melulu” - „Di Udara” - „Desember”   |
| Kamar Gelap     | - Data wydania: 19 grudnia 2008 - Wytwórnia: Aksara Records       | - „Kenakalan Remaja di Era Informatika” - „Mosi Tidak Percaya” - „Balerina” |
| Sinestesia      | - Data wydania: 18 grudnia 2015 - Wytwórnia: Jangan Marah Records | - „Biru” - „Putih”                                                          |